# Наталитет
У демографији, општа стопа наталитета становништва је број живорођења на 1.000 становника током године. Може се математички изразити преко формуле {\displaystyle n={\frac {N}{P}}*1000} где је n стопа наталитета, N број живорођене деце у тој години и Р број становника. 
Стопа наталитета се некад користи да опише просечан број деце по жени током трајања живота. За ово је много бољи показатељ стопа укупног фертилитета.
Стопа наталитета је виша у земљама у развоју, а мања је у развијеним земљама.